# Aura Battler Dunbine
Aura Battler Dunbine (яп. 聖戦士ダンバイン Сэйсэнси Дамбаин, «Святой воин Данбайн») — аниме-сериал режиссёра Ёсиюки Томино, выпущенный студией Sunrise. Впервые транслировался по телеканалу Nagoya TV с 5 февраля 1983 года по 21 января 1984 года. Всего выпущено 49 серий аниме. Сюжет рассказывает о параллельном фэнтезийном мире Бустон, куда попадает главный герой. Несмотря на фэнтезийность, в этом мире имеются свои роботы-меха, которые могут пилотировать лишь те люди, кто обладает сильной «аурой». Дизайнером мех в оригинальном сериале и OVA-сиквеле выступил Ютака Идзубути.
Одновременно с сериалом автор выпускал ранобэ Rean no Tsubasa, события которого разворачивались в том же мире, но альтернативно аниме. Например, в книгах не было роботов. В 1988 году вышел 3-серийный OVA-сиквел — New Story of Aura Battler, повествующий о событиях 700 лет спустя. Позже было выпущено ещё два сериала, действие которых разворачивается в том же мире: в 1996 году OVA Garzey’s Wing и в 2005 году ONA-сериал Wings of Rean.
Оригинальный сериал был лицензирован американской компанией ADV Films и дублирован на английском языке в 2003 году. В 2018 году лицензию получила Sentai Filmworks. Трансляция осуществляется потоковым сервисом HIDIVE.

## Сюжет

### Aura Battler Dunbine
Сё Дзама случайно попадает в параллельный фэнтезийный мир Бустон, населённый благородными рыцарями, феями, драконами и единорогами. На деле этот мир не предназначен для живых людей, он служит одним из мест, куда попадают души после смерти, становясь людьми или феями. Перенос людей в него против правил, но Дрейк Люфт подговаривает одну из фей помочь ему с этим. Призванных людей Дрейк подписывает на службу себе для завоевания всего мира Бустон. Один из перенесенных смог разработать воздушные корабли, служащие носителями для сделанных им же гигантских роботов, вооруженных мечами и ракетами, для управления которыми нужна «аура».
Сё оказывает избран Дрейком на роль пилота одного из боевых роботов — Данбайна. В ходе одного из сражений он сталкивается с Марвел Фрозен, убеждающей его, что он сражается не на той стороне. Сё решает присоединиться к сопротивлению. Со временем война только становится все масштабнее и масштабнее, все больше королевств оказывается вовлечено в нее, пока королева фей не выходит из терпения и открывает дорогу назад на Землю, отправляя по ней всю разработанную технику со всеми, кто находился внутри. Но даже на Земле сражения между сторонами продолжаются.

### Список персонажей
Персонажам были даны довольно глупые имена, часто английские шутки, например, Шот Випон (англ. Shot Weapon — «выстрел» и «оружие») или Марвел Фрозен (англ. Marvel Frozen — «чудесный» и «замороженный»). В то же время роботам в серии достались имена фей из ирландской и кельтской мифологий (Спригган, Лепрекон, Уилл-о-Висп и т. д.).
- Сё Дзама (яп. ショウ・ザマ Сё: Дзама, сэйю: Сигэру Накахара) — главный герой истории, мотогонщик, увлекавшийся мотокроссом. Однажды он таинственным образом оказался в ином измерении. Как наделённый силой ауры, способен управлять аура-баттлером. По мере развития сюжета 2 раза возвращался на Землю. Позже развивает любовные отношения с Марвел.
- Марвел Фрозен (яп. マーベル・フローズン Ма:бэру Фуро:дзун, сэйю: Мика Дои) — женщина-воин, как и Сё родом с Земли. Её родители богатые и владеют ранчо в Техасе. Впервые встретилась с Сё, как враг, однако осознав то, что Дрейк выступает в качестве агрессора, решает принять сторону Сё. Как и Сё, может управлять роботом, но её аура значительно слабее. Сильно влюблена в Сё и долгое время ждала, когда тот признается в своих чувствах.
- Чам Хуау (яп. チャム・ファウ Тяму Фау, сэйю: Мария Кавамура) — фея, которая следует за Сё. Сильно реагирует на напряженные отношения и ситуации, выступая образно говоря эмоциональным «барометром». Очень лояльно относится к Сё и всегда готова защитить его. Чам Хуау — классическая сказочная фея. Джули Девис отметила, что аниматоры похоже с особым удовольствием наряжали её в самые различные неожиданные костюмы[12].
- Дрейк Люфт (яп. ドレイク・ルフト Дорэйку Руфуто, сэйю: Сёдзи Оки) — главный злодей истории, именно по его прихоти Сё и остальные пришельцы из Земли оказались в этом мире. Честолюбивый и жестокий человек, который верит, что объединяет народы под своим знаменем. В то же время сильно любит свою дочь.
- Римул Люфт (яп. リムル・ルフト Римуру Руфуто, сэйю: Кёко Ирокава) — дочь Дрейка. Хотя она лояльно относится к отцу, но не разделяет его идею завоевания других земель. В начале произведения ее образ представляет собой практически комический пример «принцессы в беде», вечно нуждающейся в спасении, но с развитием сюжета она ожесточается и к концу уже готова сама убить родителей, сбежав от отца и присоединившись к сопротивлению[6].
- Ние Гивун (яп. ニー・ギブン Ни: Гибун, сэйю: Макото Атака) — глава сопротивления, озлобленный на империю Дрейка. Командует кораблём-аурой. Несмотря на свою ненависть, влюбился в дочь Дрейка Римул и долгое время не мог справился с моральным конфликтом из-за этого.
- Барн Баннингс (яп. バーン・バニングス Ба:н Банингусу, сэйю: Сё Хаями) — бывший командир Сё, сражающийся на стороне Дрейка. Пользуется огромным уважением со стороны подчинённых и даже начальства. Позже терпит поражение от Сё, однако возвращается в армию Дрейка под именем «Черный рыцарь». Питает безответные чувства к Римул.

### Seisenshi Dunbine: New Story of Aura Battler
Действие происходит через 700 лет после событий аниме-сериала. При попытке завоевать Бустон чёрный рыцарь, известный как Рабаан, похищает принцессу королевства Баран-Баран. Рабаан также захватывает молодого охотника по имени Сион, который вместе с принцессой сбегает от Рабаана и возвращается на родину. Вскоре они узнают, что сокровищем королевства, которое хотел получить черный рыцарь в обмен на принцессу, является робот аура-баттлер по имени Сирбина. Так Сион начинает пилотировать робота, сражаясь против войск Рабаана.
Список персонажей
- Сион Джаба (Сигэру Накахара) — главный герой истории, является реинкарнацией Сё Дзамы.
- Ремул Джилфирд (Ёсино Такамори) — принцесса королевства Баран-Баран, её семья уже многие столетия охраняет робота Сирбину. Является реинкарнацией Римул Люфт.
- Силку Мау (Кэйко Ёкодзава) — фея, которую в начале истории схватил Сион, но когда оказывается на воле, решает помочь ему. Она была Ферарио, которую схватил Дрейк Люфт в сериале и с её помощи призвал людей из Земли с силой Ауры.
- Рабаан Зараманд (Сё Хаями) — самопровозглашенный чёрный рыцарь, управляет роботом «Звауф», намеревается завоевать весь Бустон. Является реинскарнацией Барна Баннингса.
- Бераана Гариаха (Синобу Адати) — женщина-воин и подчинённая Рабаана. Является реинкарнацией Гаралии.

## Музыка
Начальная заставка сериала«Dunbine Tobu» (яп. ダンバイン とぶ Данбаин Тобу) исполняет: MIO
Завершающая заставка сериала«Mieru Darō Byston Well» (яп. みえるだろうバイストン・ウェル Миэру Даро Баисутон Вэру) исполняет: MIO
Также звучат в сериале
«Ao no Speech Balloon» (яп. 青のスピーチ・バルーン Ао но Супити Барун) исполняет: Хироми Койдэ
«Mizuiro no Kagayaki» (яп. 水色の輝き Мидзухиро но Кагаяки) исполняет: Хироми Коидэ
Завершающая заставка 1 серии OVA«Last No» исполняет Мидори Карасима
Завершающая заставка 2 и 3 серий OVA«Colored Monologue» (яп. モノローグを染めて Монорогу во Сомэтэ) исполняет Мидори Карасима

## Компьютерные игры
На основе аниме вышло 4 игры, первые три из них выпущены для MSX компанией Family Soft, а игра 2000 года — на PlayStation от Bandai.
- Seisenshi Dunbine (1991)
- Seisenshi Dunbine: Shou (1992)
- Seisenshi Dunbine: Shita (1992)
- Aura Battler Dunbine (2000)

Кроме того, роботы из аниме одни из популярных и часто встречающихся в серии игр Super Robot Wars, например, они есть в выпущенных в 2018 году Super Robot Wars X и Super Robot Wars BX.

## Отзывы и критика
В 2023 году сайт ITmedia провёл опрос 9 самых популярных работ Ёсиюки Томино помимо Gundam. В результате Aura Battler Dunbine занял первое место.
Сюжет поднимает самые разные вопросы: конфликт отцов и детей, безответная любовь, нелогичные разговоры, непримиримая вражда, но в то же время Томино не забывает демонстрировать, что персонажи живые люди и что техника нуждается в рутинном обслуживании, а корабли — в припасах. Достаточно в сюжете и «мыльной оперы»: целые серии посвящены любви между принцессой Римул и лидером сопротивления Ние, жена Дрейка изменяет ему с одним из королей под его началом, а часто побеждаемый Сё Барн Баннингс, мучимый жаждой мести, позже появляется в образе «Черного рыцаря». Сериал не идеален и многие из поднятых вопросов были лучше раскрыты в более поздней работе режиссёра Zeta Gundam.
Одной из заметных тем произведения стало отравляющие окружение свойства войны. Появление в Бустоне роботов изменило сам пейзаж страны, создав атмосферу амбиций и агрессивности, отравляющую даже ранее чистые и невинные души — так элегантная учительница музыки Музи По становится безжалостным воином, став любовницей Шот Випона. В New Story of Aura Battler изобретателю роботов Шоту Випону было даровано зомби-подобное бессмертие в виде проклятия за то, что он принес подобное зло в Бустон.
Рисунок аниме 1983 года выполнен вполне в стиле своего времени — упрощенное изображение персонажей на проработанных фонах и в сопровождении детально прорисованной техники. В то же время персонажи выглядят уже более реалистично по сравнению с более мультяшным стилем 1970-х. Пропорции тела практически достоверные, а общий дизайн делает героев более похожим на европейцев. Расовая принадлежность Сё к азиатам в основном выражается только черным цветом его волос, тогда как прически остальных раскрашены в самые разнообразные цвета — зеленые, розовые, синие, чтобы помочь зрителю различать персонажей. «Анимешные глаза» используются в дизайне некоторых женских персонажей, чтобы показать их невинность и юность. В то же время феи выглядят более сказочно.
В цветовой палитре мира Бустон преобладают пастельные тона — голубые, зеленые и розовые. Дизайн насекомообразных роботов неожиданно контрастирует с более ранними произведениями, например, Gundam и Macross, где их внешний вид более соответствовал реальным технологиям. Их слияние можно будет увидеть в более поздних работах, таких как The Vision of Escaflowne и Panzer World Galient. В то же время уследить за происходящим на экране временами сложно: большое количество имен и названий смешиваются в голове зрителя, а в ходе сражений роботов сложно отличить одних от других, что делает их скучными.
После переноса действия назад на Землю вид роботов, сражающихся на фоне знакомых пейзажей, разрубающих своими мечами самолеты, оставляет сильное впечатление. Разрушения становятся заметно более масштабными — одним выстрелом в прах обращается половина Токио, над Киевом взрывается атомная бомба, а Париж оказывается в огне. В то же время страны мира довольно быстро отходят от истерии в духе «Войны миров» переходят к заключению союзов, продаже вооружения и даже выпуску нового мерчандайза — в серии Machine Expansion Сё демонстрируют фигурку Чам в натуральную величину.
Aura Battler Dunbine является частью нового тренда 1980-х годов по смене жанра и ухода от доминировавшей в 1970-х научной фантастики. Вдохновляясь фэнтезийными ролевыми играми, уже набравшими популярность на Западе, Томино создал уникальный восточный взгляд на них. Бустон, являясь миром, куда попадают души перед перерождением на Земле, черпает свой образ из буддизма. В сюжете нет характерных для фэнтези противостояния великого добра и зла или рыцарского квеста, а намерение Дрейка Люфта завоевать весь мир больше похоже на реальное Средневековье, чем на «Властелина колец». В то же время Aura Battler Dunbine является важной работой, проложившей путь для более поздних фэнтезийных произведений и одним из ранних примеров построения оригинального мира в жанре. С другой стороны, идея Ёсиюки Томино показать японцам фэнтези с боевыми роботами получила аниме-воплощение из-за того, что в 1982 году начала выходить манга «Навсикая из Долины ветров», которая позже была экранизирована.